# 269 г. пр.н.е.
269 (двеста шестдесет и девета) година преди новата ера (пр.н.е.) е година от доюлианския (Помпилийски) римски календар.

## Събития

### В Римската република
- Консули са Квинт Огулний Гал и Гай Фабий Пиктор.
- Започва завладяването на Пиценум, което завършва успешно през следващата година. Завладените пицени получават гражданство, но без право на гласуване (civitas sine suffragio).[1]
- Военна кампания в Брутиум.[1]

## Родени
- Атал I, цар на Пергам от династията на Аталидите (умрял 197 г. пр.н.е.)